# Asjha Jones
Asjha Takera Jones (Piscataway, 1º agosto 1980) è un'ex cestista e allenatrice di pallacanestro statunitense, professionista nella WNBA.

## Carriera
È stata selezionata dalle Washington Mystics al primo giro del Draft WNBA 2002 (4ª scelta assoluta).
Con gli Stati Uniti ha disputato i Campionati mondiali del 2010 e i Giochi olimpici di Londra 2012.

## Palmarès
- 2 volte campionessa NCAA (2000, 2002)
- Campionessa WNBA (2015)
- All-WNBA Second Team (2008)